# ویکی‌پدیای کاتالان
ویکی‌پدیای کاتالان (به کاتالان: Viquipèdia in Català) نسخهٔ کاتالان وبگاه ویکی‌پدیا است و در ۱۶ مارس ۲۰۰۱ ایجاد شده‌است.
- این دانش‌نامه در ۵ ژوئیهٔ ۲۰۰۸ به ۱۲۰٬۰۰۰ مقاله رسید.
- در تاریخ ۲۳ مهٔ ۲۰۱۱ این دانش‌نامه با بیش از ۳۴۰٬۰۰۰ مقاله در رتبهٔ سیزدهم ویکی‌پدیاها قرار داشت.
- در ۳ نوامبر ۲۰۱۵، با ۴۸۱٬۸۹۰ مقاله، در ردهٔ هفدهم و بلافاصله پیش از ویکی‌پدیای فارسی قرار داشت.
- تعداد مقالات ویکی‌پدیای کاتالان در ۱۱ مارس ۲۰۱۶ از مرز نیم میلیون گذشت.[۱]

ویکی‌پدیای کاتالان، هم‌اکنون ۲۵ مارس ۲۰۲۵ میلادی، تعداد ۵۰۹٬۴۷۲ کاربرِ ثبت‌نام‌کرده، ۲۶ مدیر، و ۷۷۰٬۹۹۹ مقاله دارد.

## نگارخانه

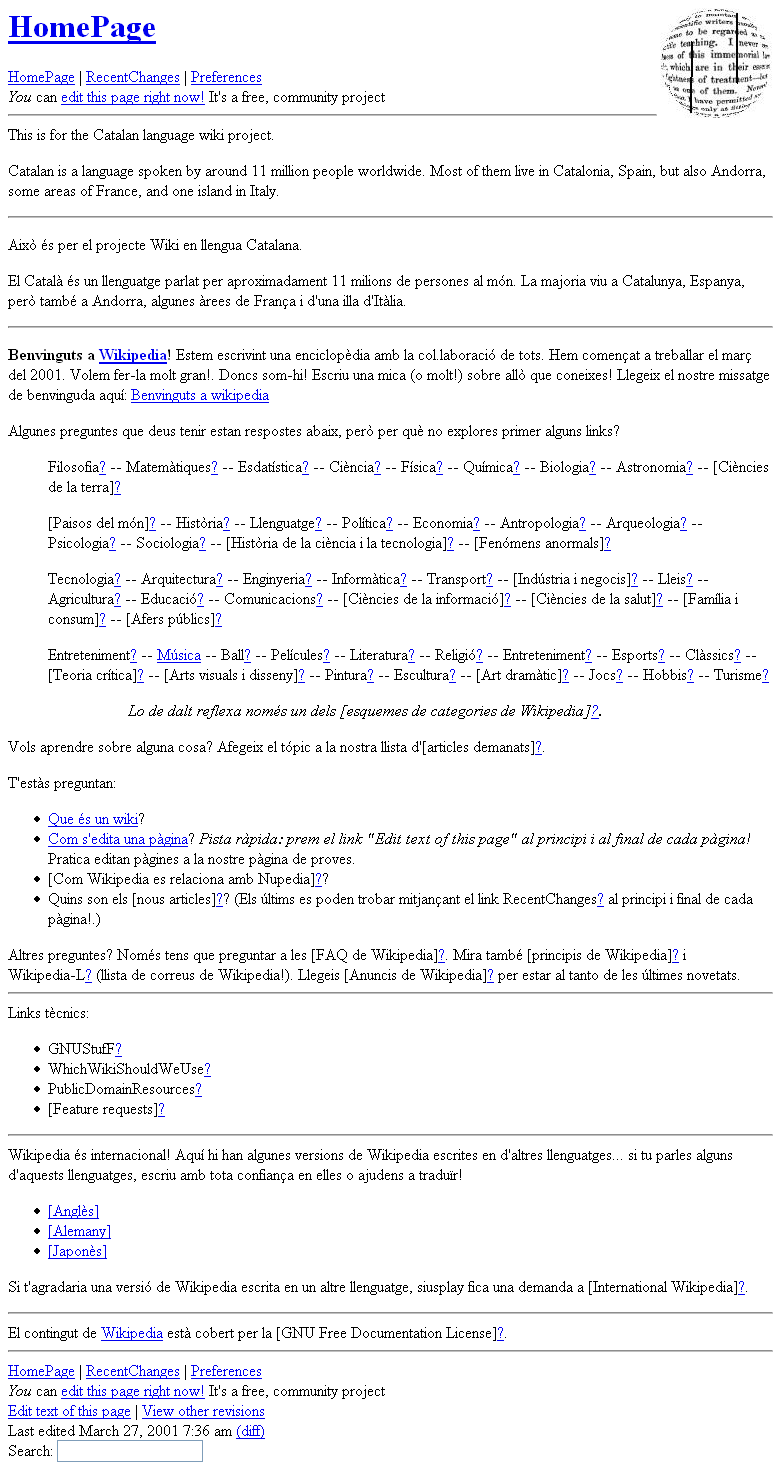
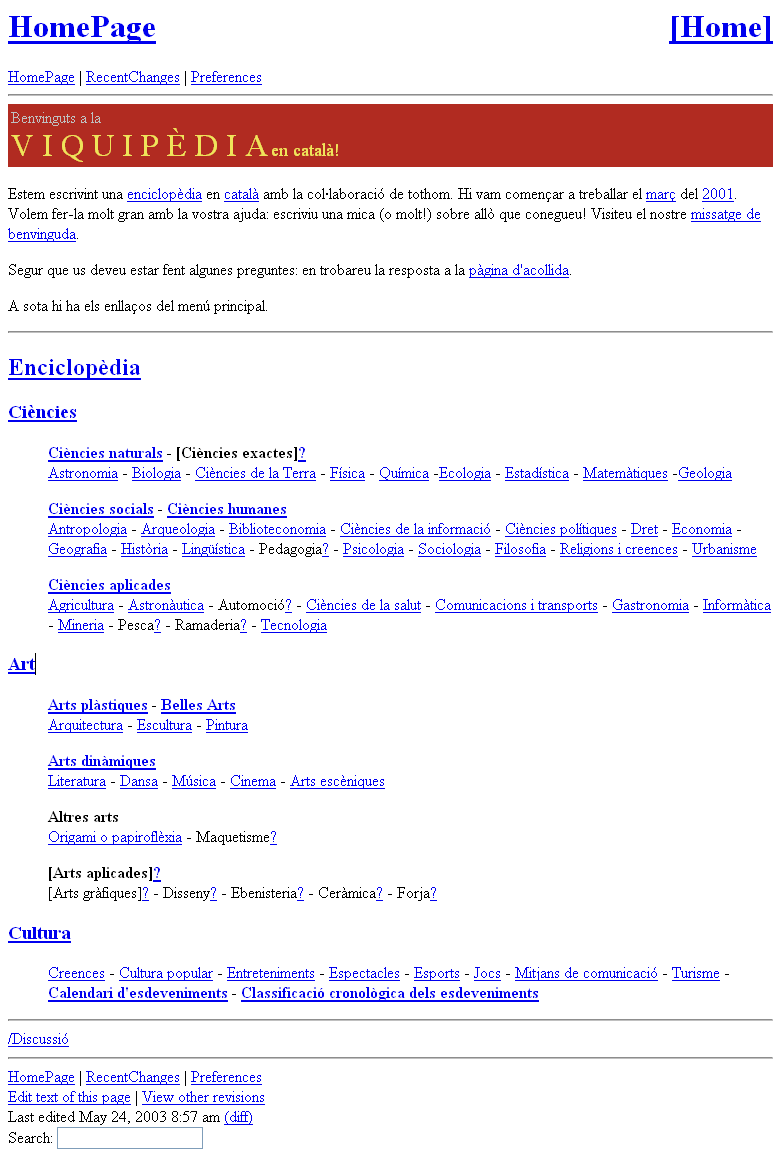
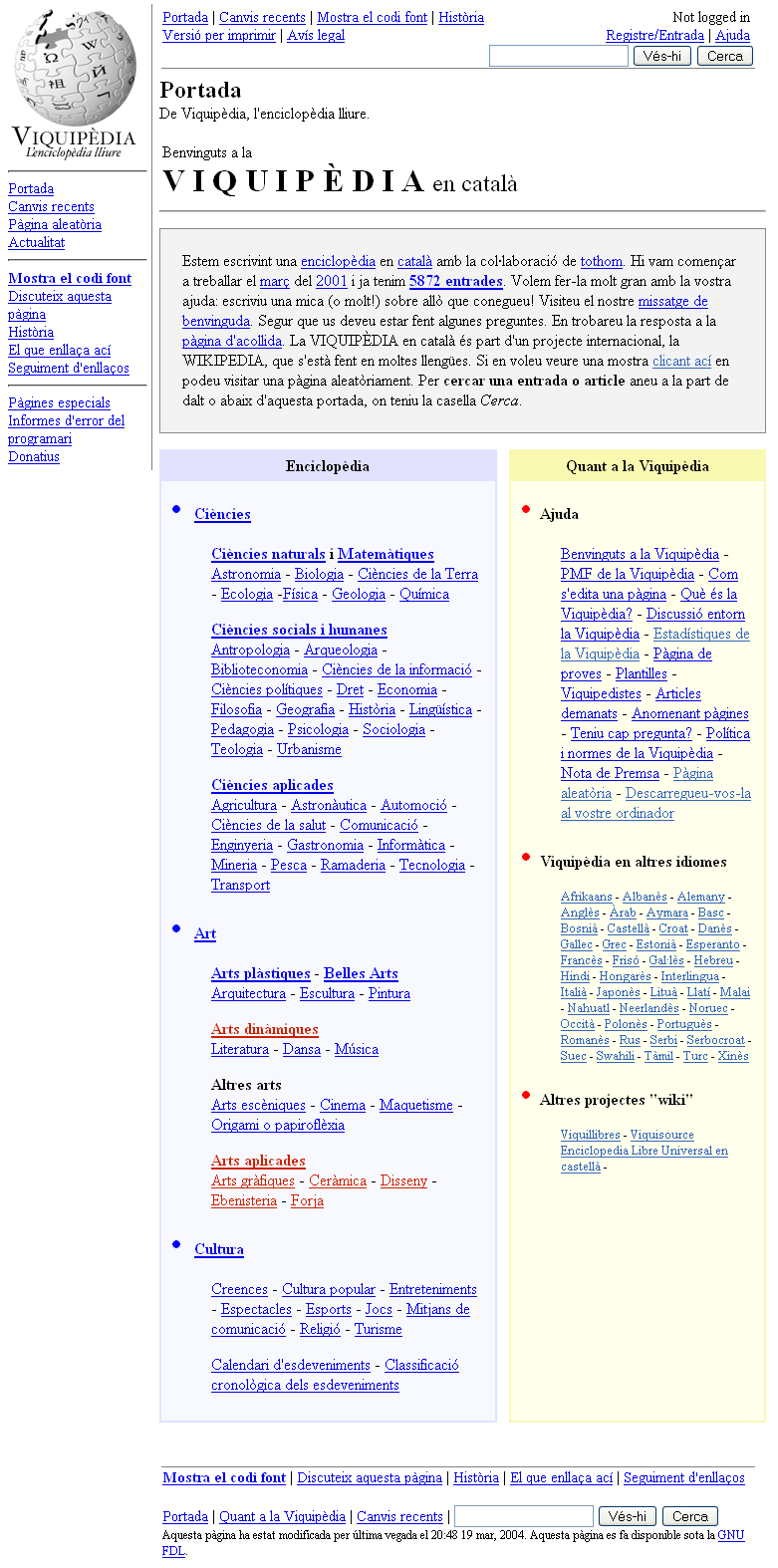
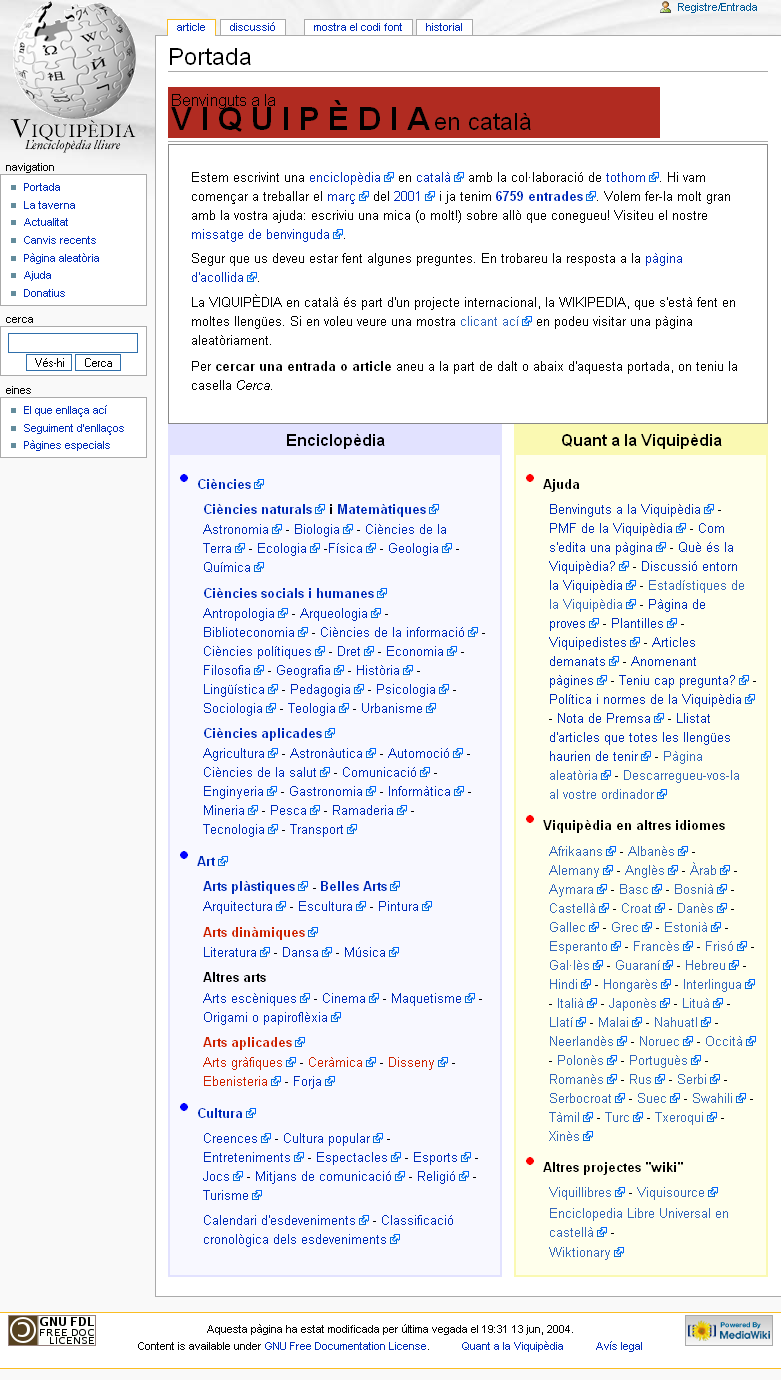
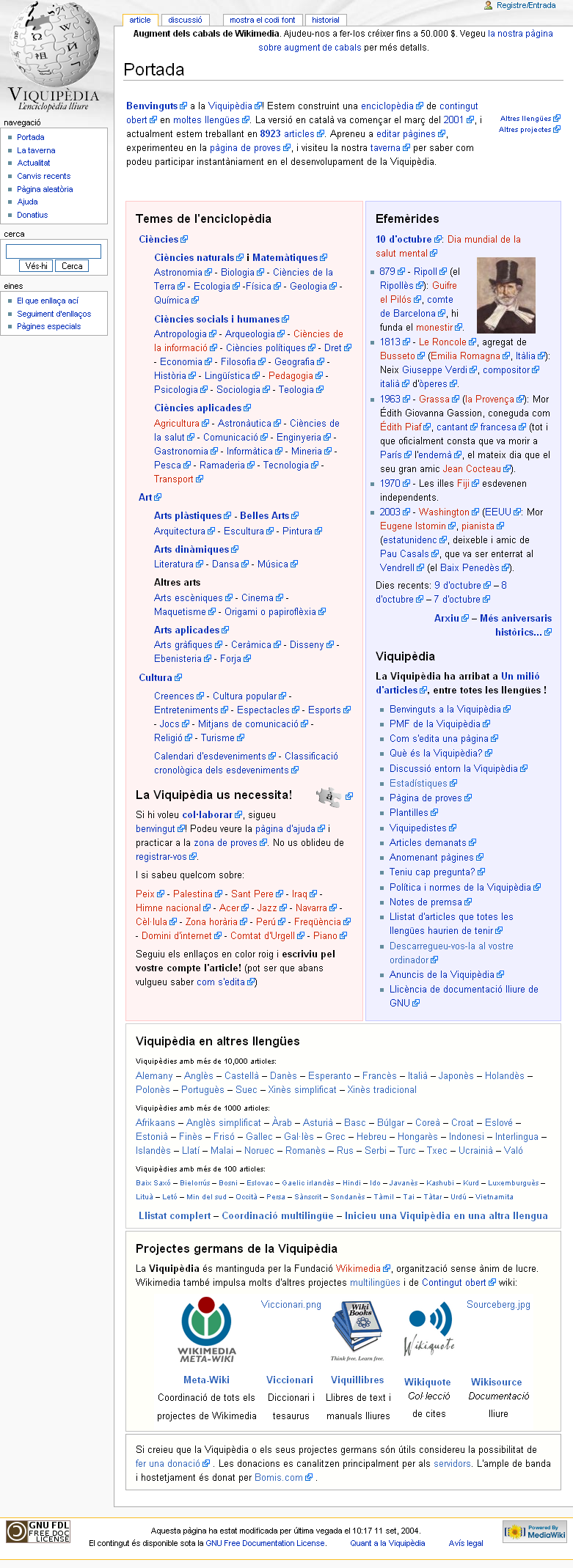
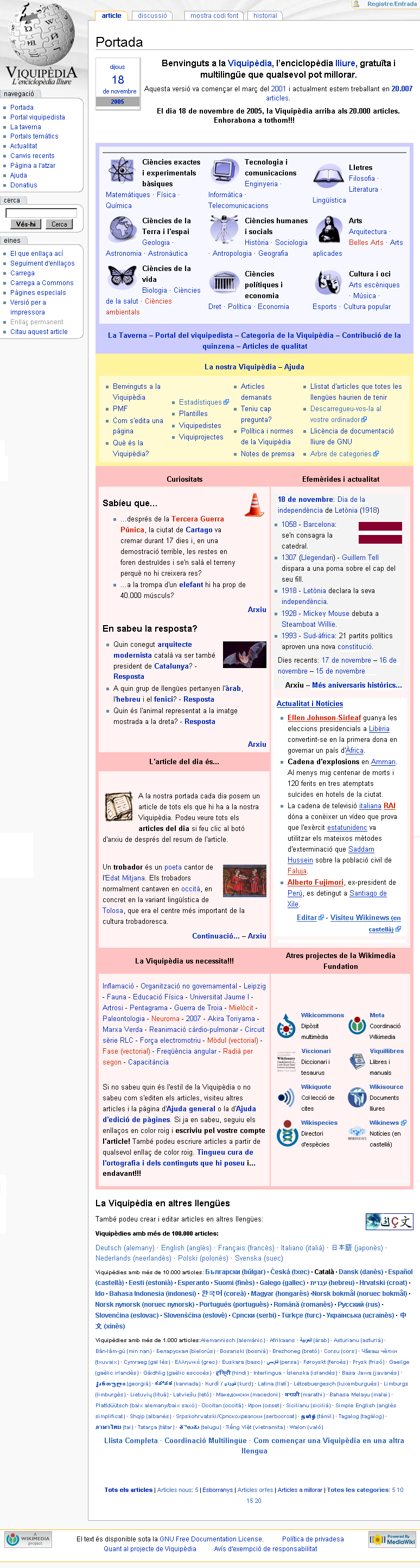
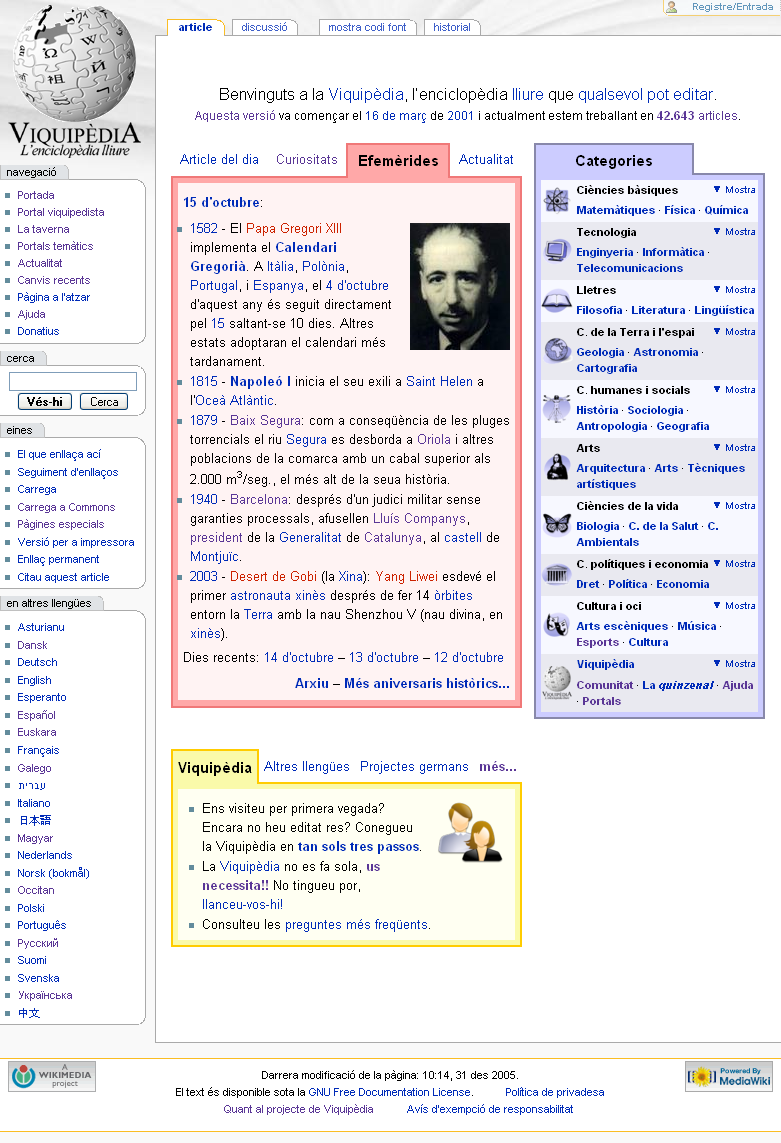
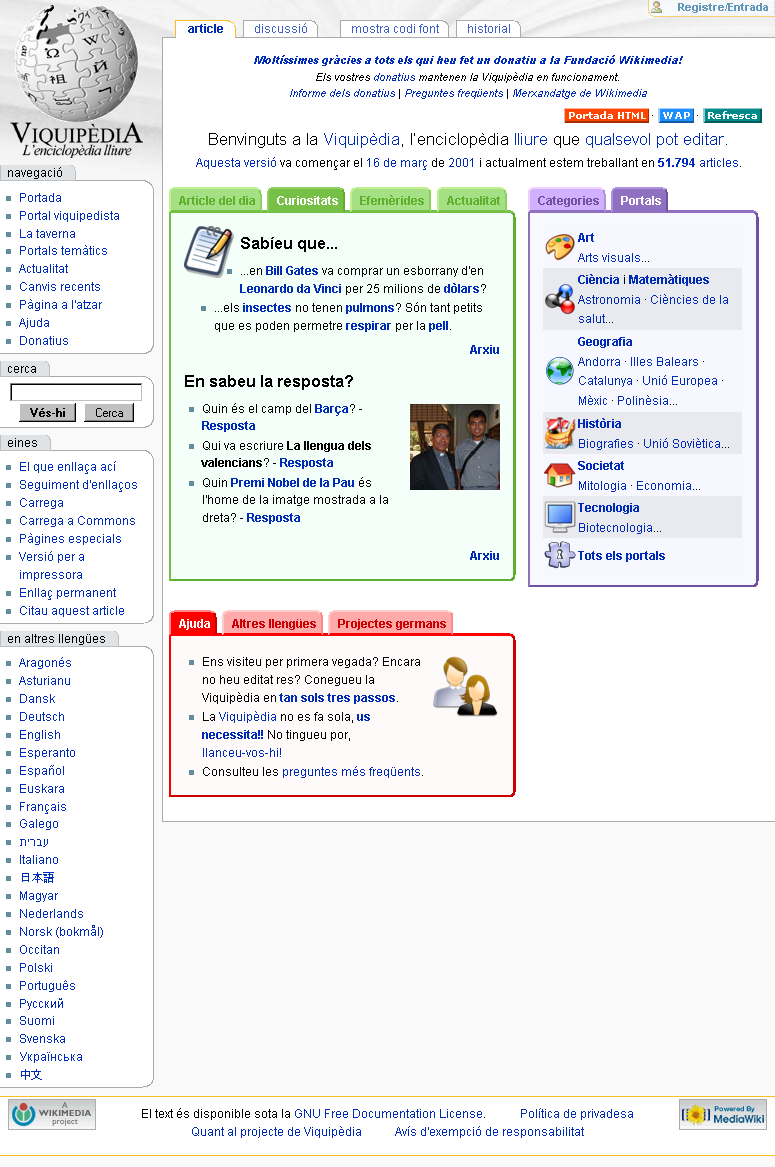